# 히드 SCC
알히드 SCC는 바레인에 있는 알히드를 연고로 하는 축구팀이다. 이 팀은 1945년에 창단되었으며, 현재 바레인 프리미어리그에 출전하고 있다.

## 선수 명단

### 현역
참고: FIFA 자격 규정에 따라 소속된 국가대표팀 국기를 표시합니다. 선수는 복수의 FIFA 비회원국 국적을 가지고 있을 수 있습니다.
| 번호 | 포지션 | 국적   | 이름              |
| ---- | ------ | ------ | ----------------- |
| 3    | DF     |        | 탈리슨            |
| 6    | MF     |        | 타릭 카다         |
| 19   | DF     | 모로코 | 이스마일 라그레이 |

| 번호 | 포지션 | 국적        | 이름        |
| ---- | ------ | ----------- | ----------- |
| 27   | DF     | 튀니지      | 함자 함마미 |
| 29   | FW     | 콩고 공화국 | 자크 테모폴 |

## 역대 감독
| 감독             | 임기        |
| ---------------- | ----------- |
| 모하메드 알 샴란 | 2017        |
| 모하메드 알 샴란 | 2019 ~ 2021 |
| 모하메드 알 샴란 | 2022 ~      |

틀:히드 SCC 선수 명단